# Glaciar Rachmaninoff
El glaciar Rachmaninoff (en ruso: Lednik Rahmaninova) es un glaciar de la Antártida. Fluye al sur de la península Monteverdi en la isla Alejandro I, en la ensenada Britten. Su nombre se lo dio la Academia de Ciencias de la Unión Soviética en 1987 en honor al compositor ruso Serguéi Rajmáninov.